# Agendenstreit
Der Agendenstreit war der nach 1821 ausgebrochene Konflikt zwischen einer Anzahl protestierender Pfarrer und Presbyterien einerseits und König Friedrich Wilhelm III. von Preußen und seinen Befürwortern andererseits über dessen für die evangelische Kirche in Preußen neu eingeführte und für verbindlich deklarierte Agende.

## Vorgeschichte
König Friedrich Wilhelm III. beabsichtigte mit der von ihm erarbeiteten Agende eine liturgische Union zwischen Lutheranern und Reformierten.  Ziel des Königs war es, eine einheitliche evangelische Landeskirche in dem nach dem Wiener Kongress 1815 erheblich territorial vergrößerten Staat einzurichten. Möglich ist, dass beim äußerst religiösen König auch persönliche Motive eine Rolle spielten. Mit seiner verstorbenen lutherischen Gemahlin Luise hatte der reformierte Friedrich Wilhelm III. aufgrund der konfessionellen Spaltung nicht gemeinsam das Abendmahl in Empfang nehmen können. Daneben glaubte er, das kirchliche Gerüst des Protestantismus gegen die erheblich gewachsene katholische Minderheit im Nachkriegspreußen stärken zu können.
Zur Herbeiführung der Union verfasste er u. a. eine Agende, die in allen evangelischen Kirchen Preußens in Geltung sein und wortwörtlich benutzt werden sollte. Faktisch sollte so über die bloße Verwaltungsunion, eine gemeinsame Kirchenleitung für die lutherische und reformierte Kirche, hinausgegangen werden. Hierbei kam dem kirchlich sehr interessierten Monarchen zugute, dass in Preußen Gemeinden und Pfarrer infolge von Pietismus und Aufklärung sich oftmals kaum noch bewusst waren, ob sie nun lutherisch oder reformiert waren. Vielfach war das Lebensgefühl allgemein evangelisch, nicht spezifisch lutherisch oder reformiert. Der König setzte daher unausgesprochen das Bestehen eines Lehrkonsenses (und damit eine Konsensusunion) zwischen beiden Konfessionen voraus. Allerdings war das Vorhandensein der dogmatischen Voraussetzungen zwischen der evangelisch-lutherischen Kirche und der reformierten Kirche umstritten.
Am 27. September 1817, zum 300. Jahrestag der Reformation, erfolgte seitens des Königs ein Aufruf zu gemeinsamen Abendmahlsfeiern. Jedoch waren nach Auffassung der Kritiker weder die kirchenrechtlichen noch die dogmatischen Probleme im Vorfeld geklärt. Die ungeklärten Fragen zogen nach sich, dass in Preußen (anders als in Nassau, in Baden und in der Pfalz) auch später nie ein Lehrkonsens erzielt worden ist und sich die sogenannte preußische Union darin von den anderen Kirchenunionen des 19. Jahrhunderts in Deutschland unterscheidet. Zur Vereinigung von lutherischen und reformierten Gemeinden aufgrund des Unionsaufrufes kam es nur an wenigen Orten (zum Beispiel in Unna) – selbst in der Regel dort nicht, wo Lutheraner und Reformierte in direkter Nachbarschaft lebten.

## Der Agendenstreit 1822–1834
Die vom König selbst entworfene und in Druck gegebene Agende orientierte sich an der Brandenburgischen Kirchenordnung von 1540. Für den Entwurf der neuen Liturgie stellte der König Texte aus deutschen, schwedischen, anglikanischen und hugenottischen Gebetsbüchern zusammen. Er entwickelte Vorschriften für die Dekoration des Altars, die Verwendung von Kerzen, liturgischen Gewändern und Kruzifixen. Die religiösen Empfindlichkeiten der Reformierten wie auch der Lutheraner sollten berücksichtigt werden. Die Dominanz liturgischer Elemente mit der Predigt ganz am Schluss rief bereits 1821 den Protest des reformierten Geistlichen des Berliner Doms hervor.
Mit seinem Versuch, dieses Werk als das verpflichtend zu benutzende Evangelische Gottesdienstbuch durchzusetzen, berührte Friedrich Wilhelm III. einen umstrittenen Punkt der Kirchenverfassung: Wem steht in der evangelischen Kirche das ius liturgicum (Recht zum Erlassen von Gottesdienstordnungen) zu? Einige Kirchengemeinden Preußens und insbesondere die in der Rheinprovinz und in der Grafschaft Mark bestehenden Synoden meinten, dieses Recht stehe nicht dem Landesherrn selbst, sondern den Synoden und Ortsgemeinden zu. Der König hingegen beharrte auf seinem landesherrlichen Kirchenregiment. Eine Anzahl von Kirchengemeinden widersetzten sich 1822 dem Verlangen des Königs. Dieser machte im selben Jahr den so genannten Unionsrevers bei Ordinationen verpflichtend. 1824 stimmten zwei Drittel der Pfarrer zu. Friedrich Schleiermacher kritisierte unter dem Pseudonym Pacificus Sincerus in der Schrift Über das liturgische Recht evangelischer Landesfürsten das Ansinnen des Königs, welcher dieser 1827 mit der anonymen Schrift „Luther in Beziehung auf die Preußische Kirchenagende“ zu begegnen suchte. Schleiermacher reagierte wiederum anonym mit der Schrift „Gespräch zweier selbst überlegender evangelischer Christen über die Schrift: Luther in bezug auf die preußische Agende“.
Durch für die preußischen Kirchenprovinzen separat gefundene Kompromisse wurde der Streit ab 1827 entschärft: So wurde die sogenannte Berliner Agende zwar formal akzeptiert, jedoch durfte ein Anhang mit liturgischen Besonderheiten und Traditionen der jeweiligen Provinz abgedruckt und verwandt werden. Die Kultusunion in Preußen war damit faktisch gescheitert. 1834 erklärte König Friedrich Wilhelm III. zudem, dass kein Kausalzusammenhang zwischen der Annahme der Union und Annahme der Agende bestehe. Der Beitritt zur Union sei freiwillig und bedeute keine Aufhebung der bisher geltenden konfessionellen Bekenntnisse.

## Landesweite Folgen des Agendenstreites
Der Agendenstreit hatte zur Folge, dass der lutherische Konfessionalismus in Preußen erstarkte. Ein Teil überzeugter Lutheraner trat der Union nicht bei. In der Provinz Schlesien, besonders in Breslau, kam es zur stärksten Ablehnung. Durch Bittschriften an den König baten dort Lutheraner um den Erhalt des lutherischen Gottesdienstes, der Selbständigkeit der Kirche auf der Grundlage einer lutherischen Verfassung und der Eigenständigkeit der lutherischen Kirche in Lehre und Leben. Initiator war der Theologieprofessor und Pfarrer an der evangelisch-lutherischen Elisabethkirche in Breslau, Johann Gottfried Scheibel. Solche offene Opposition duldete der König nicht. Scheibel wurde suspendiert und des Landes verwiesen. Daraufhin bildeten sich in Schlesien wie auch in anderen Landesteilen selbständige lutherische Gemeinden außerhalb der Union. Sie wurden zum Teil als Dissidenten verfolgt, vertrieben, enteignet und inhaftiert und an der weiteren Nutzung der Kirchengebäude teils unter Einsatz von Militär gehindert. Zahlreiche Lutheraner emigrierten in der Zeit von 1834 bis 1839 nach Australien und in die USA. Sie gründeten in den USA die Evangelisch-Lutherische Missouri-Synode (2,4 Millionen Mitglieder, Stand 2010), in Australien und Neuseeland die Lutherische Kirche Australiens. Die Verfolgung der seither so genannten Altlutheraner endete 1840 unter König Friedrich Wilhelm IV.
1841 organisierte sich die altlutherische Evangelisch-Lutherische Kirche in Preußen unter Federführung von Philipp Eduard Huschke kirchenrechtlich. 1860 zählte sie ca. 55.000 Mitglieder. Rechtsnachfolger der Evangelisch-Lutherischen (altlutherischen) Kirche ist die Selbständige Evangelisch-Lutherische Kirche (SELK).

## Folgen des Agendenstreites am Beispiel Hönigern
Die Evangelisch-Lutherische Gemeinde von Hönigern (Schlesien) weigerte sich mit ihrem Pfarrer Eduard Kellner, die neue Agende einzuführen, und ließ sich auch nicht durch Drängen des zuständigen Superintendenten Kelch dazu bewegen. Hierauf wurde Pfarrer Kellner vom Superintendenten suspendiert; aber Pfarrer Kellner erkannte die Suspendierung durch den Superintendenten nicht an. Der Landrat verlangte 1834 schließlich die Herausgabe des Kirchenschlüssels. Die Kirchengemeinde weigerte sich. Nach vergeblichen Versuchen seitens der preußischen Landeskirche, sich des Kirchgebäudes zu bemächtigen, rückte am 23. Dezember 1834 preußisches Militär an: 400 Mann Infanterie des 2. Schlesischen Grenadier-Regiments Nr. 11, 50 Kürassiere und 50 Husaren. 200 Gemeindeglieder versammelten sich um die Kirche. Nach zweimaligen Warnungen verschaffte sich das Militär durch Kolbenstöße und Hiebe gewaltsam Zutritt zur Kirche. Danach fand ein nach der Vorschrift der königlichen Agende gehaltener Gottesdienst mit den unierten Geistlichen Konsistorialrat Hahn, Superintendent Kelch und Pfarrer Busch statt, der ein Exemplar der umstrittenen Unionsagende überreicht bekam.